# Археологічна комісія ВУАН
Археологічна комісія ВУАН — науково-дослідна установа з охорони пам'яток історії та культури. Створена 30 травня 1921 рішенням загальних зборів ВУАН у результаті об'єднання секцій археології, мистецтв та матеріальної етнографії ліквідованого Українського наукового товариства в Києві, громадського археологічного комітету при ВУАН та Комісії зі складання археологічної карти України при ВУАН.
Археологічна комісія ВУАН координувала та організовувала дослідження з археології, історії мистецтва та архітектури, етнографії, музеєзнавства, здійснювала реєстрацію пам'яток історії та культури й розробляла наукові засади щодо їхньої охорони. Складалася з 6 секцій — археології, матеріальної етнографії, архітектурно-монументальної, історії мистецтва, музеєзнавства та пам'яток природи. Нараховувала 33 дійсних члени, у ній, зокрема, працювали академік Федір Шміт (голова президії), академік Микола Біляшівський (заступник голови), професор Федір Ернст (секретар), академік Микола Василенко, Микола Макаренко, Данило Щербаківський, Володимир Щербина, а також О. Грушевський, В. Козловська, Григорій Павлуцький, А. Середа та інші. У лютому 1922 Археологічну комісію ВУАН було реорганізовано в Археологічний комітетт, 1924 — у Всеукраїнський археологічний комітет.

## Структура
До складу комісії входила науково-дослідна установа «Софійська Комісія» (утворено 1921 року), що насамперед займалася дослідженням і проблемою наукової реставрації цієї пам'ятки.